# Universale Economica Feltrinelli dal 1301 al 1400

## Dal n. 1301 al n. 1400
- I 100 precedenti: Universale Economica Feltrinelli dal 1201 al 1300

| Universale Economica Feltrinelli |              | |                                                                         |
|                                  |              | |                                                                         |
|                                  | Sezione      | Titolo | Autore                                                                  |
| 1301                             |              | |                                                                         |
| 1302                             | Narrativa    | Novecento | Alessandro Baricco                                                      |
| 1303                             | Narrativa    | Vacca d'un cane | Francesco Guccini                                                       |
| 1304                             | Narrativa    | Tokyo Blues | Haruki Murakami                                                         |
| 1305                             | Narrativa    | La figlia di Burger                                                                                                | Nadine Gordimer                                                         |
| 1306                             | Narrativa    | Racconti londinesi                                                                                                 | Doris Lessing                                                           |
| 1307                             | Saggi        | Beethoven: il suo tempo, la sua musica, la sua eredità                                                             | Gerald Abraham (a cura di)                                              |
| 1308                             | Saggi        | La grande crisi della musica moderna                                                                               | Gerald Abraham e Martin Cooper (a cura di)                              |
| 1309                             | Saggi        | Il teatro musicale nell'età di Beethoven                                                                           | Gerald Abraham e Winton Dean (a cura di)                                |
| 1310                             | Saggi        | L'opera in Italia, in Spagna e in Francia nell'età illuministica                                                   | Anna Amalie Abert, Martin Cooper e Gerald Abraham (a cura di)           |
| 1311                             | Saggi        | La musica vocale nell'eta di Beethoven                                                                             | Leslie Orrey, Gerald Abraham, Georges Favre e Anthony Lewis (a cura di) |
| 1312                             | Saggi        | L'opera nell'Europa del Nord nell'età illuministica                                                                | Anna Amalie Abert (e altri) (a cura di)                                 |
| 1313                             | Saggi        | La sinfonia e il concerto nell'età illuministica                                                                   | Egon Wellesz, F. W. Sternfeld e Gunter Hausswald (a cura di)            |
| 1314                             | Memoria      | L'intruso, con corrispondenza scelta di Giovanni Forti, prefazione di Rossana Rossanda                             | Brett Shapiro                                                           |
| 1315                             | Narrativa    | Aceto, arcobaleno                                                                                                  | Erri De Luca                                                            |
| 1316                             | Saggi        | Germania segreta. Miti nella cultura tedesca del '900                                                              | Furio Jesi                                                              |
| 1317                             | Saggi        | Enciclopedia delle donne: il nostro corpo, la nostra mente                                                         | Denise Foley, Eileen Nechas (e altri)                                   |
| 1318                             | Saggi        | Londra: una guida per donne in viaggio, prefazione di Gaia Servadio                                                | Josie Barnard                                                           |
| 1319                             | Saggi        | New York: una guida per donne in viaggio, prefazione di Barbara Lanati                                             | Josie Barnard                                                           |
| 1320                             | Narrativa    | La solitudine del manager                                                                                          | Manuel Vázquez Montalbán                                                |
| 1321                             | Narrativa    | Leoncavallo blues                                                                                                  | Alessandra Arachi                                                       |
| 1322                             | Memoria      | Le scarpe appese al cuore: storia di un trapianto                                                                  | Ugo Riccarelli                                                          |
| 1323                             | Narrativa    | Disamori vecchi e nuovi                                                                                            | Bruno Brancher                                                          |
| 1324                             | Narrativa    | La foresta in fiore                                                                                                | Yukio Mishima                                                           |
| 1325                             | Narrativa    | Un cuore fantastico, prefazione di Philip Roth                                                                     | Edna O'Brien                                                            |
| 1326                             | Memoria      | Imperium | Ryszard Kapuściński                                                     |
| 1327                             | Memoria      | Perché gli altri dimenticano. Un italiano a Auschwitz, postfazione di Sergio Franco                                | Bruno Piazza                                                            |
| 1328                             | Narrativa    | La prossima volta, il fuoco                                                                                        | James Baldwin                                                           |
| 1329                             | Varia        | Buddha. Una guida a fumetti                                                                                        | Jane Hope e Borin Van Loon                                              |
| 1330                             | Varia        | Maometto. Una guida a fumetti                                                                                      | Ziauddin Sardar, Zafar Abbas Malik                                      |
| 1331                             | Narrativa    | Il Piano infinito                                                                                                  | Isabel Allende                                                          |
| 1332                             | Narrativa    | Sonno profondo | Banana Yoshimoto                                                        |
| 1333                             | Narrativa    | Adagio un poco mosso                                                                                               | Elena Gianini Belotti                                                   |
| 1334                             | Narrativa    | Il dolore | Marguerite Duras                                                        |
| 1335                             | Varia        | Occhio per occhio... (caricature), prefazione di Walter Veltroni                                                   | Stefano Disegni e Massimo Caviglia                                      |
| 1336                             | Narrativa    | Il senso della frase                                                                                               | Andrea G. Pinketts                                                      |
| 1337                             | Poesia       | Poetastro. Poesie per incartare l'insalata                                                                         | Michele Serra                                                           |
| 1338                             | Narrativa    | Il peccato | Josephine Hart                                                          |
| 1339                             | Narrativa    | Da Haiti venne il sangue                                                                                           | Mayra Montero                                                           |
| 1340                             | Narrativa    | Il pieno di super                                                                                                  | Rossana Campo                                                           |
| 1341                             | Narrativa    | Le leggi | Connie Palmen                                                           |
| 1342                             | Noir         | In giro di notte                                                                                                   | James Hadley Chase                                                      |
| 1343                             | Narrativa    | Cal | Bernard MacLaverty                                                      |
| 1344                             | Memoria      | Senza tregua: la guerra dei GAP (Gruppi di Azione Patriottica)                                                     | Giovanni Pesce                                                          |
| 1345                             | Poesia       | Poesia degli ultimi americani                                                                                      | Fernanda Pivano (a cura di)                                             |
| 1346                             | Narrativa    | Barnum | Alessandro Baricco                                                      |
| 1347                             | Memoria      | Io, Marcos: il nuovo Zapata racconta, a cura di Marta Duran de Huerta, prefazione di Pino Cacucci                  | Marcos                                                                  |
| 1348                             | Narrativa    | In alto a sinistra                                                                                                 | Erri De Luca                                                            |
| 1349                             | Memoria      | Raccolto rosso: la mafia, l'Italia e poi venne giù tutto                                                           | Enrico Deaglio                                                          |
| 1350                             | Saggi        | La vita meravigliosa. I fossili di Burgess e la natura della storia                                                | Stephen Jay Gould                                                       |
| 1351                             | Varia        | Darwin. Una guida a fumetti                                                                                        | Jonathan Miller, Borin van Loon                                         |
| 1352                             | Varia        | Platone. Una guida a fumetti                                                                                       | Robert Cavalier, Eric Lurio                                             |
| 1353                             | Narrativa    | Ellen Foster | Kaye Gibbons                                                            |
| 1354                             | Vite Narrate | Memorie a rotta di collo                                                                                           | Buster Keaton                                                           |
| 1355                             | Narrativa    | Gli uomini del Libro: leggende ebraiche                                                                            | Giacoma Limentani                                                       |
| 1356                             |              | |                                                                         |
| 1357                             | Narrativa    | La polvere del Messico                                                                                             | Pino Cacucci                                                            |
| 1358                             | Cinema       | Oltre il giardino, prefazione di Walter Veltroni                                                                   | Jerzy Kosinski                                                          |
| 1359                             | Narrativa    | Denti | Domenico Starnone                                                       |
| 1360                             | Narrativa    | Martin e John | Dale Peck                                                               |
| 1361                             | Narrativa    | Giornate intere fra gli alberi                                                                                     | Marguerite Duras                                                        |
| 1362                             | Narrativa    | Passione di famiglia                                                                                               | Cristina Comencini                                                      |
| 1363                             | Narrativa    | La donna della Piazza Rossa                                                                                        | Enrico Franceschini                                                     |
| 1364                             | Narrativa    | Pulp. Una storia del XX secolo                                                                                     | Charles Bukowski                                                        |
| 1365                             | Varia        | Il "Candido" di Voltaire a fumetti                                                                                 | Ro Marcenaro                                                            |
| 1366                             | Narrativa    | Storie esemplari di piccoli eroi: lo sport dell'Italia di ieri, prefazione di Gianni Mura                          | Cesare Fiumi                                                            |
| 1367                             | Saggi        | Il terzo secolo : almanacco della società americana alla fine del millennio                                        | Piero Scaruffi                                                          |
| 1368                             | Memoria      | Più leggero non basta. Educazione alla diversità di un obiettore di coscienza                                      | Federico Starnone                                                       |
| 1369                             | Vite Narrate | Lungo il cammino verso la libertà. Autobiografia                                                                   | Nelson Mandela                                                          |
| 1370                             | Narrativa    | La perfezione | Raul Montanari                                                          |
| 1371                             | Narrativa    | Il poema dei lunatici                                                                                              | Ermanno Cavazzoni                                                       |
| 1372                             | Narrativa    | Una donna virtuosa                                                                                                 | Kaye Gibbons                                                            |
| 1373                             | Narrativa    | Mogli e concubine                                                                                                  | Su Tong                                                                 |
| 1374                             | Saggi        | Storia critica della Repubblica. L'Italia dal 1945 al 1994                                                         | Enzo Santarelli                                                         |
| 1375                             | Narrativa    | America perduta: in viaggio attraverso gli USA                                                                     | Bill Bryson                                                             |
| 1376                             | Narrativa    | Verso Santiago: itinerari spagnoli                                                                                 | Cees Nooteboom                                                          |
| 1377                             | Varia        | Il suono in cui viviamo: inventare, produrre e diffondere musica                                                   | Franco Fabbri                                                           |
| 1378                             | Memoria      | Un giorno della mia vita: l'inferno del carcere e la tragedia dell'Irlanda in lotta, introduzione di Sean MacBride | Bobby Sands                                                             |
| 1379                             | Saggi        | Perché le donne scrivono lettere che non spediscono?                                                               | Darian Leader                                                           |
| 1380                             | Varia        | Che pappa, dottore? Guida all'alimentazione nei primi anni di vita                                                 | Giorgio Hangeldian                                                      |
| 1381                             | Narrativa    | Sostiene Pereira: una testimonianza                                                                                | Antonio Tabucchi                                                        |
| 1382                             | Narrativa    | La famiglia Winshaw                                                                                                | Jonathan Coe                                                            |
| 1383                             | Narrativa    | Pimpì oselì | Elena Gianini Belotti                                                   |
| 1384                             | Narrativa    | Racconti | Friedrich Dürrenmatt                                                    |
| 1385                             | Narrativa    | I mari del Sud | Manuel Vázquez Montalbán                                                |
| 1386                             | Narrativa    | Mai sentita così bene                                                                                              | Rossana Campo                                                           |
| 1387                             | Saggi        | L'io minimo. La mentalità della sopravvivenza in un'epoca di turbamenti                                            | Christopher Lasch                                                       |
| 1388                             | Narrativa    | Gli orsi | Silvia Ballestra                                                        |
| 1389                             | Cinema       | Il declino dell'impero americano: 50 registi e 101 film                                                            | Irene Bignardi                                                          |
| 1390                             | Varia        | Fare casting: peripezie di un selezionatore di italiani per la TV                                                  | Lorenzo Fantini                                                         |
| 1391                             | Varia        | Einstein. Una guida a fumetti                                                                                      | Joseph Schwartz, Michael McGuinness                                     |
| 1392                             | Varia        | Newton. Una guida a fumetti                                                                                        | William Rankin                                                          |
| 1393                             | Narrativa    | Io, non io, neanche lui                                                                                            | Andrea G. Pinketts                                                      |
| 1394                             | Narrativa    | L'ultima lacrima                                                                                                   | Stefano Benni                                                           |
| 1395                             | Narrativa    | Màuri Màuri | Maurizio Maggiani                                                       |
| 1396                             | Narrativa    | Lunario del paradiso                                                                                               | Gianni Celati                                                           |
| 1397                             | Varia        | Potere alla parola: antologia del rap italiano, introduzione di Jovanotti                                          | Pierfrancesco Pacoda (a cura di)                                        |
| 1398                             | Saggi        | Piccoli gay crescono: per una beata educazione all'omosessualità felice                                            | Jaffe Cohen, Danny McWilliams e Bob Smith                               |
| 1399                             | Narrativa    | Shakespeare non l'ha mai fatto                                                                                     | Charles Bukowski                                                        |
| 1400                             | Narrativa    | La retta via | Domenico Starnone                                                       |

- I 100 successivi: Universale Economica Feltrinelli dal 1401 al 1500